# Sport in 2023
Dit artikel is een samenvatting van de belangrijkste feiten uit het sportjaar 2023.

## Atletiek
Wereldkampioenschappen Outdoor
- 100 meter:  Noah Lyles /  Sha'Carri Richardson
- 200 meter:  Noah Lyles /  Shericka Jackson
- 400 meter:  Antonio Watson /  Marileidy Paulino
- 800 meter:  Marco Arop /  Mary Moraa
- 1500 meter:  Josh Kerr /  Faith Kipyegon
- 5000 meter:  Jakob Ingebrigtsen /  Faith Kipyegon
- 10000 meter:  Joshua Cheptegei /  Gudaf Tsegay
- 3000 meter steeple:  Soufiane El Bakkali /  Winfred Mutile Yavi
- 110/100 meter horden:  Grant Holloway /  Danielle Williams
- 400 meter horden:  Karsten Warholm /  Femke Bol
- 4 x 100 meter estafette Mannen:  Verenigde Staten: Christian Coleman, Fred Kerley, Brandon Carnes, Noah Lyles en J.T. Smith
- 4 x 100 meter estafette Vrouwen:  Verenigde Staten: Tamari Davis, Twanisha Terry, Gabrielle Thomas, Sha'Carri Richardson en Tamara Clark
- 4 x 400 meter estafette Mannen:  Verenigde Staten: Quincy Hall, Vernon Norwood, Justin Robinson, Rai Benjamin en Trevor Bassitt
- 4 x 400 meter estafette Vrouwen:  Nederland: Eveline Saalberg, Lieke Klaver, Cathelijn Peeters, Femke Bol en Lisanne de Witte
- Hoogspringen:  Gianmarco Tamberi /  Jaroslava Mahoetsjich
- Polsstokhoogspringen:  Armand Duplantis /  Nina Kennedy
- Verspringen:  Miltiadis Tentoglou /  Ivana Vuleta
- Hink-stap-springen:  Hugues Fabrice Zango /  Yulimar Rojas
- Kogelstoten:  Ryan Crouser /  Chase Ealey
- Discuswerpen:  Daniel Ståhl /  Laulauga Tausaga
- Kogelslingeren:  Ethan Katzberg /  Camryn Rogers
- Speerwerpen:  Neeraj Chopra /  Haruka Kitaguchi
- Tienkamp / Zevenkamp:  Pierce LePage /  Katarina Johnson-Thompson
- Marathon:  Victor Kiplangat /  Amane Beriso Shankule
- 20 km snelwandelen:  Álvaro Martín /  María Pérez
- 50 km snelwandelen:  Álvaro Martín /  María Pérez

Europese kampioenschappen indoor
- 60 meter:  Samuele Ceccarelli /  Mujinga Kambundji
- 400 meter:  Karsten Warholm /  Femke Bol
- 800 meter:  Adrián Ben /  Keely Hodgkinson
- 1500 meter:  Jakob Ingebrigtsen /  Laura Muir
- 3000 meter:  Jakob Ingebrigtsen /  Hanna Klein
- 4 x 400 meter Mannen:  België: Dylan Borlée, Alexander Doom, Kevin Borlée en Julien Watrin
- 4 x 400 meter Vrouwen:  Nederland: Eveline Saalberg, Lieke Klaver, Cathelijn Peeters en Femke Bol
- 60 meter horden:  Jason Joseph /  Reetta Hurske
- Verspringen:  Miltiadis Tentoglou /  Jazmin Sawyers
- Hink-Stap-Springen:  Pedro Pablo Pichardo /  Tuğba Danışmaz
- Hoogspringen:  Douwe Amels /  Jaroslava Mahoetsjich
- Polsstokhoogspringen:  Sondre Guttormsen /  Wilma Murto
- Kogelstoten:  Zane Weir /  Auriol Dongmo
- Zevenkamp:  Kevin Mayer
- Vijfkamp:  Nafissatou Thiam

World Marathon Majors
- Marathon van Tokio:  Deso Gelmisa /  Rosemary Wanjiru
- Marathon van Boston:  Evans Chebet /  Hellen Obiri
- Marathon van Londen:  Kelvin Kiptum /  Sifan Hassan
- Marathon van Berlijn:  Eliud Kipchoge /  Tigist Assefa
- Marathon van Chicago :  Kelvin Kiptum /  Sifan Hassan
- Marathon van New York:

Andere marathons
- Marathon van Amsterdam:
- Marathon van Rotterdam:  Bashir Abdi /  Eunice Chumba
- Marathon van Antwerpen:
- Marathon van Brussel:  Simon Kipkosgei /  Christa Cain

## Autosport
Formule 1
| Ronde | Grand Prix                 | Circuit                                      | Plaats             | Datum                                       | Winnaar          |
| ----- | -------------------------- | -------------------------------------------- | ------------------ | ------------------------------------------- | ---------------- |
| 1     | GP van Bahrein             | Bahrain International Circuit                | Sakhir             | 5 maart                                     | Max Verstappen   |
| 2     | GP van Saoedi-Arabië       | Jeddah Corniche Circuit                      | Jeddah             | 19 maart                                    | Sergio Perez     |
| 3     | GP van Australië           | Albert Park Circuit                          | Melbourne          | 2 april                                     | Max Verstappen   |
| 4     | GP van Azerbeidzjan        | Baku City Circuit                            | Bakoe              | 30 april                                    | Sergio Perez     |
| 5     | GP van Miami               | Miami International Autodrome                | Miami (Florida)    | 7 mei                                       | Max Verstappen   |
| 6     | GP van Emilia-Romagna      | Autodromo Internazionale Enzo e Dino Ferrari | Imola              | afgelast vanwege overstromingen en noodweer |                  |
| 7     | GP van Monaco              | Circuit de Monaco                            | Monaco             | 28 mei                                      | Max Verstappen   |
| 8     | GP van Spanje              | Circuit de Barcelona-Catalunya               | Montmeló           | 4 juni                                      | Max Verstappen   |
| 9     | GP van Canada              | Circuit Gilles Villeneuve                    | Montreal (Quebec)  | 18 juni                                     | Max Verstappen   |
| 10    | GP van Oostenrijk          | Red Bull Ring                                | Spielberg          | 2 juli                                      | Max Verstappen   |
| 11    | GP van Groot-Brittannië    | Silverstone Circuit                          | Silverstone        | 9 juli                                      | Max Verstappen   |
| 12    | GP van Hongarije           | Hungaroring                                  | Mogyoród           | 23 juli                                     | Max Verstappen   |
| 13    | GP van België              | Circuit de Spa-Francorchamps                 | Stavelot           | 30 juli                                     | Max Verstappen   |
| 14    | GP van Nederland           | Circuit Zandvoort                            | Zandvoort          | 27 augustus                                 | Max Verstappen   |
| 15    | GP van Italië              | Autodromo Nazionale di Monza                 | Monza              | 3 september                                 | Max Verstappen   |
| 16    | GP van Singapore           | Marina Bay Street Circuit                    | Singapore          | 17 september                                | Carlos Sainz jr. |
| 17    | GP van Japan               | Suzuka International Racing Course           | Suzuka             | 24 september                                | Max Verstappen   |
| 18    | GP van Qatar               | Losail International Circuit                 | Lusail             | 8 oktober                                   | Max Verstappen   |
| 19    | GP van de Verenigde Staten | Circuit of The Americas                      | Austin (Texas)     | 22 oktober                                  | Max Verstappen   |
| 20    | GP van Mexico-Stad         | Autódromo Hermanos Rodríguez                 | Mexico-Stad        | 29 oktober                                  | Max Verstappen   |
| 21    | GP van São Paulo           | Autódromo José Carlos Pace                   | São Paulo          | 5 november                                  | Max Verstappen   |
| 22    | GP van Las Vegas           | Las Vegas Street Circuit                     | Las Vegas (Nevada) | 18 november                                 | Max Verstappen   |
| 23    | GP van Abu Dhabi           | Yas Marina Circuit                           | Yas                | 26 november                                 | Max Verstappen   |

- Wereldkampioen Coureurs:  Max Verstappen
- Wereldkampioen Constructeurs:  Red Bull-Honda RBPT

Formule E Jake Dennis
Formule 2 Théo Pourchaire
FIA Formule 3-kampioenschap Gabriel Bortoleto
IndyCar Series Álex Palou
Indianapolis 500:  Josef Newgarden

### Toerwagens
- WTCC:
- DTM:
- NASCAR Cup Series:  Ryan Blaney
- NASCAR Xfinity Series:
- NASCAR Pinty's Series:  Treyten Lapcevich
- NASCAR Truck Series:
- FIA World Endurance Championship:
  - 24 uur van Le Mans
    - Hypercar:  Ferrari - AF Corse ( James Calado,  Antonio Giovinazzi,  Alessandro Pier Guidi)
    - LMP2:  Inter Europol Competition ( Albert Costa,  Fabio Scherer,  Jakub Śmiechowski)
    - LMP2 Pro-Am:  Algarve Pro Racing ( James Allen,  Colin Braun,  George Kurtz)
    - LMGTE Am:  Corvette Racing ( Nick Catsburg,  Ben Keating,  Nicolás Varrone)
    - Innovatief:  Hendrick Motorsports ( Jenson Button,  Jimmie Johnson,  Mike Rockenfeller)

### Rally
- Belgisch kampioenschap:
- Nederlands kampioenschap:
- Europees kampioenschap:
- Wereldkampioenschap:
- Dakar Rally:
  - Auto's:  Nasser Al-Attiyah (Toyota Gazoo Racing)
  - Klassiekers:  Juan Morera (Toyota Classic)
  - Lichte prototypes:  Austin Jones (Red Bull Off-Road JR Team USA By BFG)
  - Motoren:  Kevin Benavides (Red Bull KTM Factory Racing)
  - Quads:  Alexandre Giroud (Yamaha Racing- SMX Drag'on)
  - SSV:  Eryk Goczał (Energylandia Rally Team)
  - Trucks:  Janus van Kasteren (Boss Machinery Team De Rooy Iveco)

## Basketbal
- Wereldkampioenschap basketbal mannen:  Duitsland

België en Nederland - Mannen
- BNXT League: ZZ Leiden
  - Landskampioen van België: BC Oostende
  - Landskampioen van Nederland: ZZ Leiden
- Bekerwinnaar België: Antwerp Giants
- Basketball Cup: ZZ Leiden

België en Nederland - Vrouwen
- Eerste Klasse België: Kangoeroes Basket Mechelen
- Kampioenschap Nederland: Sportiff Grasshoppers
- Carla de Liefde Trofee: Den Helder Suns

Europese competities
- Euroleague Mannen:  Real Madrid
- Euroleague Vrouwen:  Fenerbahçe Alagöz Holding
- EuroCup Mannen:  CB Gran Canaria
- EuroCup Vrouwen:  LDLC ASVEL féminin
- FIBA Europe Cup Mannen:  Anwil Włocławek
- Basketball Champions League Mannen:  Telekom Baskets Bonn
- Europees kampioenschap Vrouwen:  België

Verenigde Staten
- NBA: Denver Nuggets

## Beachvolleybal
- Belgisch kampioenschap beachvolleybal:
- NK Beachvolleybal Mannen: Sam van der Loo en Steven van de Velde
- NK Beachvolleybal Vrouwen: Emi van Driel en Brecht Piersma
- EK Beachvolleybal Mannen:  David Åhman en Jonatan Hellvig
- EK Beachvolleybal Vrouwen:  Nina Brunner en Tanja Hüberli

## Boksen
- Wereldkampioenschappen mannen
- Wereldkampioenschappen vrouwen

## Darts

### Professional Darts Corporation

#### Televisietoernooien
- World Darts Championship:  Michael Smith wint met 7-4 van  Michael van Gerwen.
- The Masters:  Chris Dobey wint met 11-7 van  Rob Cross.
- UK Open:  Andrew Gilding wint met 11-10 van  Michael van Gerwen.
- Premier League of Darts:  Michael van Gerwen wint met 11-5 van  Gerwyn Price.
- World Cup of Darts:  Gerwyn Price en Jonny Clayton winnen met 10-2 van  Gary Anderson en Peter Wright.
- World Matchplay:  Nathan Aspinall wint met 18-6 van  Jonny Clayton.
  - Women's World Matchplay:  Beau Greaves wint met 6-1 van  Mikuru Suzuki.
- World Series of Darts Finals:  Michael van Gerwen wint met 11-4 van  Nathan Aspinall.
- World Grand Prix:  Luke Humphries wint met 5-2 van  Gerwyn Price.
- European Darts Championship:  Peter Wright wint met 11-6 van  James Wade.
- Grand Slam of Darts:  Luke Humphries wint met 16-8 van  Rob Cross.
- Players Championship Finals:  Luke Humphries wint met 11-9 van  Michael van Gerwen.
  - PDC World Youth Championship:  Luke Littler wint met 6-4 van  Gian van Veen.

### World Darts Federation
- WDF World Darts Championship
  - Mannen:  Andy Baetens wint met 6-1 van  Chris Landman.
  - Vrouwen:  Beau Greaves wint met 4-1 van  Aileen de Graaf.
- Dutch Open
  - Mannen:  Berry van Peer wint met 3-1 van  Andy Baetens.
  - Vrouwen:  Aileen de Graaf wint met 5-2 van  Beau Greaves.

## Handbal
Wereldkampioenschap mannen
Wereldkampioenschap vrouwen
Pan-Amerikaanse Spelen mannen
Pan-Amerikaanse Spelen vrouwen
Pan-Amerikaans kampioenschap vrouwen
Nederland
- Eredivisie Mannen:
- Bekerwinnaar Mannen:
- Eredivisie Vrouwen:
- Bekerwinnaar Vrouwen:

## Hockey
België
- Hockey League heren: La Gantoise HC
- Hockey League dames: La Gantoise HC

 Nederland
- Hoofdklasse hockey heren: Pinoké
  - Topscorer:  Jeroen Hertzberger (36)
- Hoofdklasse hockey dames: Amsterdamsche H&BC
  - Topscorer:  Yibbi Jansen (23)
- Gold Cup heren: 's-Hertogenbosch
- Gold Cup dames: SCHC

Internationale toernooien
- EK Hockey mannen:  Nederland
  - Topscorer:  Duco Telgenkamp (6)
- EK Hockey vrouwen:  Nederland
  - Topscorer:  Yibbi Jansen (7)
- WK hockey mannen:  Duitsland
  - Topscorer:  Jeremy Hayward (9)
- Hockey Pro League mannen:  Nederland
  - Topscorer:  Harmanpreet Singh (18)
- Hockey Pro League vrouwen:  Nederland
  - Topscorer:  Yibbi Jansen (14)
- Euro Hockey League mannen:  HC Bloemendaal
- Euro Hockey League vrouwen:  's-Hertogenbosch

World Hockey Player of the Year
Mannen:
Vrouwen:

## Honkbal
Major League Baseball
- American League

Houston Astros
- National League

Washington Nationals
- World Series

Washington Nationals

## Judo
Nederlandse kampioenschappen
Mannen
–  60 kg —
–  66 kg —
–  73 kg —
–  81 kg —
–  90 kg —
–100 kg —
+100 kg —
Vrouwen
–48 kg —
–52 kg —
–57 kg —
–63 kg —
–70 kg —
–78 kg —
+78 kg —

## Korfbal
- Belgisch zaalkampioen
- Nederlands zaalkampioen

## Motorsport
Wegrace
MotoGP:
Moto 2:
Moto 3:
Superbike:
Supersport:
Zijspannen:
Motorcross
MXGP:
MX2:
Zijspannen:

## Rugby
- Wereldkampioenschap: Zuid Afrika
- Zeslandentoernooi mannen: Ierland
- Zeslandentoernooi vrouwen:

## Schaatsen

### Langebaanschaatsen
NK allround
- Mannen: Patrick Roest
- Vrouwen: Antoinette de Jong

NK sprint
- Mannen: Hein Otterspeer
- Vrouwen: Jutta Leerdam

NK massastart
- Mannen:
- Vrouwen:

EK allround
- Mannen:  Patrick Roest
- Vrouwen:  Antionette Rijpma-de Jong

EK sprint
- Mannen:  Merlijn Scheperkamp
- Vrouwen:  Jutta Leerdam

### Marathonschaatsen
NK op kunstijs
- Mannen:
- Vrouwen:

### Shorttrack
NK Shorttrack
- Mannen: Jens van 't Wout (500 meter, 1000 meter, 1500 meter)
- Vrouwen: Xandra Velzeboer (500 meter, 1000 meter, 1500 meter)

EK shorttrack
Mannen:  Pietro Sighel (500 meter),  Stijn Desmet (1000 meter),  Jens van 't Wout(1500 meter)
Vrouwen:  Suzanne Schulting (500 meter),  Hanne Desmet (1000 meter),  Suzanne Schulting (1500 meter)
Aflossing Mannen:  Nederland
Aflossing Vrouwen:  Nederland
Aflossing gemengd:  Nederland
WK shorttrack
Mannen:  Pietro Sighel (500 meter),  KOR Park Ji-won (1000 meter, 1500 meter)
Vrouwen:  Xandra Velzeboer (500 meter, 1000 meter)  Suzanne Schulting (1500 meter)
Aflossing mannen:  China
Aflossing vrouwen:  Nederland
Aflossing gemengd:  Nederland

### IJshockey
België
- Elite league:
- Beker:

Nederland
- Eredivisie:
- Beker:

Stanley Cup
WK
- Mannen:
- Vrouwen:

## Snooker
- Wereldkampioenschap snooker: Luca Brecel  wint van Mark Selby  met 18 – 15.

World Ranking-toernooien
- Welsh Open:
- China Open:
- World Open:

Overige toernooien
- Masters: Judd Trump  wint van Mark Williams  met 10 – 8
- UK Championship: Ronnie O'Sullivan  wint van Ding Junhui  met 10 – 7

## Tennis
ATP-seizoen
WTA-seizoen
Australian Open
- Mannen:  Novak Đoković wint van  Stéfanos Tsitsipás
- Vrouwen:  Aryna Sabalenka wint van  Jelena Rybakina
- Mannendubbel:
- Vrouwendubbel:
- Gemengddubbel:

Roland Garros
- Mannen:
- Vrouwen:
- Mannendubbel:
- Vrouwendubbel:
- Gemengddubbel:

Wimbledon
- Mannen:
- Vrouwen:
- Mannendubbel:
- Vrouwendubbel:
- Gemengddubbel:

US Open
- Mannen:
- Vrouwen:
- Mannendubbel:
- Vrouwendubbel:
- Gemengddubbel:

Hopman Cup
Davis Cup
Fed Cup

## Voetbal

### Mannen
- UEFA Champions League:  Manchester City FC
  - Topschutter:  Erling Braut Haaland (12)
- UEFA Europa League:  Sevilla FC
  - Topschutter:  Santiago Giménez,  Marcus Rashford,  Vitinha en  Wissam Ben Yedder (4)
- Europese Supercup:  Manchester City FC
- UEFA Europa conference League:  West Ham United FC
  - Topschutter:  Luka Jović (6)
- Wereldkampioenschap voor clubs:  Real Madrid

- UEFA Nations League:  Spanje
- CONCACAF Nations League:  Verenigde Staten
- Wereldkampioenschap voetbal onder 20:  Uruguay
- Europees kampioenschap voetbal onder 21:  Engeland
- Europees kampioenschap voetbal onder 19:  Italië
- Europees kampioenschap voetbal onder 17:  Duitsland

 België
- Jupiler Pro League: Royal Antwerp FC
  - Topschutter:  Hugo Cuypers (27)
- Beker van België: Royal Antwerp FC
- Supercup: Royal Antwerp FC

 Engeland
- FA Premier League: Manchester City FC
  - Topschutter:  Erling Braut Haaland (36)
- League Cup: Manchester United FC
- FA Cup: Manchester City FC

 Frankrijk
- Ligue 1: Paris Saint-Germain FC
  - Topschutter:  Kylian Mbappé (13)
- Coupe de France: Toulouse FC

 Duitsland
- Bundesliga: FC Bayern München
  - Topschutter:  Niclas Füllkrug en  Christopher Nkunku (16)
- DFB-Pokal: RB Leipzig
- Duitse supercup: RB Leipzig

 Italië
- Serie A: SSC Napoli
  - Topschutter:  Victor Osimhen (26)
- Coppa Italia: Inter
- Supercoppa: Inter

 Nederland
- Eredivisie: Feyenoord
  - Topschutter:  Anastasios Douvikas en  Xavi Simons (19)
- Eerste divisie: Heracles Almelo
  - Topschutter:  Lennart Thy (23)
- KNVB Beker: PSV (voetbalclub)
- Johan Cruijff Schaal: PSV (voetbalclub)

 Spanje
- Primera División : FC Barcelona
  - Topschutter:  Robert Lewandowski (20)
- Copa del Rey: Real Madrid CF

### Vrouwen
- Wereldkampioenschap voetbal vrouwen:  Spanje
  - Topschutter:  Hinata Miyazawa (5)
- Women's Finalissima:  Engeland
- UEFA Women’s Champions League:  FC Barcelona
  - Topschutter:  Ewa Pajor (9)
- Europees kampioenschap voetbal vrouwen onder 17:  Frankrijk
- Europees kampioenschap voetbal vrouwen onder 19:  Spanje

 België
- Super League: RSC Anderlecht

Nederland
- Vrouwen Eredivisie: AFC Ajax
  - Topschutter:  Fenna Kalma

- KNVB Beker: FC Twente
  - Topschutter:  Liz Rijsbergen

### Prijzen
- Belgische Gouden Schoen:
- Nederlandse Gouden Schoen:  Orkun Kökçü
- Ballon d'Or:
- UEFA Men's Player of the Year Award:  Erling Braut Haaland
- Wereldvoetballer van het jaar:

## Volleybal
- Belgisch kampioen bij de mannen
- Belgische bekerwinnaar bij de mannen
- Belgisch kampioen bij de vrouwen

## Wielersport

### Wegwielrennen
Ronde van Italië
- Algemeen klassement:  Primož Roglič
- Bergklassement:  Thibaut Pinot
- Puntenklassement:  Jonathan Milan
- Jongerenklassement:  João Almeida
- Ploegenklassement:  Bahrain-Victorious

 Ronde van Frankrijk
- Algemeen klassement:  Jonas Vingegaard
- Bergklassement:  Giulio Ciccone
- Puntenklassement:  Jasper Philipsen
- Jongerenklassement:  Tadej Pogačar
- Ploegenklassement:  Jumbo Visma

 Ronde van Spanje
- Algemeen klassement:  Sepp Kuss
- Bergklassement:  Remco Evenepoel
- Puntenklassement:  Kaden Groves
- Jongerenklassement:  Juan Ayuso
- Ploegenklassement:  Jumbo-Visma

UCI World Tour
- Klassement Individueel:
- Klassement Teams:
- Tour Down Under:  Jay Vine
- Ronde van de Verenigde Arabische Emiraten: Remco Evenepoel
- Omloop Het Nieuwsblad:  Dylan van Baarle
- Strade Bianche:  Tom Pidcock
- Parijs-Nice:  Tadej Pogačar
- Tirreno-Adriatico:  Primož Roglič
- Milaan-San Remo:  Mathieu van der Poel
- E3 Harelbeke:  Wout van Aert
- Ronde van Catalonië:  Primož Roglič
- Gent-Wevelgem:  Christophe Laporte
- Ronde van Vlaanderen:  Tadej Pogačar
- Ronde van Baskenland:  Jonas Vingegaard
- Parijs-Roubaix:  Mathieu van der Poel
- Amstel Gold Race:  Tadej Pogačar
- Waalse Pijl:  Tadej Pogačar
- Luik-Bastenaken-Luik: Remco Evenepoel
- Ronde van Romandië:  Adam Yates
- Ronde van Italië:  Primož Roglič
- Critérium du Dauphiné:  Jonas Vingegaard
- Ronde van Zwitserland:  Mattias Skjelmose Jensen
- Ronde van Frankrijk:  Jonas Vingegaard
- Clásica San Sebastián: Remco Evenepoel
- Ronde van Polen:  Matej Mohorič
- Renewi Tour:  Tim Wellens
- Ronde van Spanje:  Sepp Kuss
- EuroEyes Cyclassics:  Mads Pedersen
- Bretagne Classic:  Valentin Madouas
- Grote Prijs van Quebec:  Arnaud De Lie
- Grote Prijs van Montreal:  Adam Yates
- Ronde van Lombardije:  Tadej Pogačar

Wereldkampioenschap Wegwielrennen
- Ploegentijdrit gemengd:  Zwitserland

Mannen
- Wegrit Elite:  Mathieu van der Poel
- Tijdrit Elite: Remco Evenepoel
- Wegrit Beloften:  Axel Laurance
- Tijdrit Beloften:  Lorenzo Milesi
- Wegrit Junioren:  Albert Withen Philipsen
- Tijdrit Junioren:  Oscar Chamberlain

Vrouwen
- Wegrit Elite:  Lotte Kopecky
- Tijdrit Elite:  Chloé Dygert
- Wegrit Junioren:  Julie Bego
- Tijdrit Junioren:  Felicity Wilson-Haffenden

UCI Women's World Tour
- Klassement Individueel:  Demi Vollering
- Klassement Teams:  Team SD Worx
- Tour Down Under:  Grace Brown
- Cadel Evans Great Ocean Road Race:  Loes Adegeest
- Ronde van de Verenigde Arabische Emiraten:  Elisa Longo Borghini
- Omloop Het Nieuwsblad:  Lotte Kopecky
- Strade Bianche:  Demi Vollering
- Ronde van Drenthe:  Lorena Wiebes
- Trofeo Alfredo Binda:  Shirin van Anrooij
- Classic Brugge-De Panne:  Pfeiffer Georgi
- Gent-Wevelgem:  Marlen Reusser
- Ronde van Vlaanderen:  Lotte Kopecky
- Parijs-Roubaix:  Alison Jackson
- Amstel Gold Race:  Demi Vollering
- Waalse Pijl:  Demi Vollering
- Luik-Bastenaken-Luik:  Demi Vollering
- Ronde van Spanje:  Annemiek van Vleuten
- Ronde van het Baskenland:  Marlen Reusser
- Ronde van Burgos:  Demi Vollering
- RideLondon Classic:  Charlotte Kool
- The Women's Tour
- Ronde van Zwitserland:  Marlen Reusser
- Ronde van Italië:  Annemiek van Vleuten
- Ronde van Frankrijk:  Demi Vollering
- Ronde van Scandinavië:  Annemiek van Vleuten
- GP de Plouay-Bretagne:  Mischa Bredewold
- Simac Ladies Tour:  Lotte Kopecky
- Ronde van Romandië:  Demi Vollering
- Ronde van Chongming:
- Ronde van Guangxi:

### Veldrijden
NK
- Mannen: Lars van der Haar
- Vrouwen: Puck Pieterse

 BK
- Mannen: Michael Vanthourenhout
- Vrouwen: Sanne Cant

Superprestige
- Eindklassement mannen:
- Eindklassement vrouwen:
- Cyclocross Gieten:
- Cyclocross_Zonhoven:
- Cyclocross Ruddervoorde:
- Cyclocross Asper-Gavere:
- GP Région Wallonne:
- Cyclocross Diegem:
- Cyclocross Middelkerke:

DVV Verzekeringen Trofee
- Eindklassement mannen:
- Eindklassement vrouwen:
- GP Mario De Clercq:
- Koppenbergcross:
- Flandriencross:
- GP van Hasselt:
- GP Rouwmoer:
- Azencross:
- GP Sven Nys:
- Krawatencross:

 EK
- Mannen Elite:
- Mannen Beloften:
- Mannen Junioren:
- Vrouwen Elite:
- Vrouwen Beloften:
- Vrouwen Junioren:

WK
- Mannen:  Mathieu van der Poel
- Vrouwen:  Fem van Empel

Wereldbeker
- Eindklassement mannen:
- Eindklassement vrouwen:

### Baanwielrennen
Wereldkampioenschap
Mannen
- Sprint:  Harrie Lavreysen
- 1 kilometer tijdrit:  Jeffrey Hoogland
- Individuele achtervolging:  Filippo Ganna
- Ploegenachtervolging:  Denemarken
- Teamsprint:  Nederland
- Keirin:  Kevin Quintero
- Scratch:  William Tidball
- Puntenkoers:  Aaron Gate
- Koppelkoers:  Jan-Willem van Schip & Yoeri Havik
- Omnium:  Iúri Leitão
- Afvalkoers:  Ethan Vernon

Vrouwen
- Sprint:  Emma Finucane
- 500 meter tijdrit:  Emma Hinze
- Individuele achtervolging:  Chloé Dygert
- Ploegenachtervolging:  Verenigd Koninkrijk
- Teamsprint:  Duitsland
- Keirin:  Ellesse Andrews
- Scratch:  Jennifer Valente
- Puntenkoers:  Lotte Kopecky
- Koppelkoers:  Neah Evans & Elinor Barker
- Omnium:  Jennifer Valente
- Afvalkoers:  Lotte Kopecky

## Zwemmen
Wereldkampioenschappen
Europese kampioenschappen kortebaanzwemmen

## Sporter van het jaar
België
- Sportman van het jaar: Remco Evenepoel
- Sportvrouw van het jaar: Lotte Kopecky
- Sportploeg van het jaar: Belgian Cats (basketbal)
- Paralympiër van het jaar: Maxime Carabin (rolstoelatletiek)
- Coach van het jaar: Rachid Meziane
- Sportbelofte van het jaar: Alec Segaert

Nederland
- Sportman van het jaar: Mathieu van der Poel
- Sportvrouw van het jaar: Femke Bol
- Sportploeg van het jaar: Estafette vrouwen 4x400 meter outdoor
- Paralympische sportman van het jaar: Joël de Jong
- Paralympische sportvrouw van het jaar: Diede de Groot
- Paralympische sportploeg van het jaar: Rolstoelbasketbalvrouwen
- Sportcoach van het jaar: Eelco Meenhorst
- Fanny Blankers-Koen Carrièreprijs: Ada Kok
- Talent van het jaar: Niels Laros

1965 · 1966 · 1967 · 1968 · 1969 · 1970 · 1971 · 1972 ·1973 · 1974 · 1975 · 1976 · 1977 · 1978 · 1979 · 1980 · 1981 · 1982 · 1983 · 1984 · 1985 · 1986 · 1987 · 1988 · 1989 · 1990 · 1991 · 1992 · 1993 · 1994 · 1995 · 1996 · 1997 · 1998 · 1999 · 2000 · 2001 · 2002 · 2003 · 2004 · 2005 · 2006 · 2007 · 2008 · 2009 · 2010 · 2011 · 2012 · 2013 · 2014 · 2015 · 2016 · 2017 · 2018 · 2019 · 2020 · 2021 · 2022 · 2023 · 2024 · 2025